# Palazuelo de Vedija
Palazuelo de Vedija település Spanyolországban, Valladolid tartományban.  Lakosainak száma 164 fő (2024).

## Népesség
A település népessége az utóbbi években az alábbiak szerint változott:
| Lakosok száma | 257  | 241  | 272  | 228  | 210  | 203  | 205  | 191  | 168  | 164  |
|               | 2001 | 2004 | 2007 | 2009 | 2012 | 2014 | 2017 | 2019 | 2022 | 2024 |